# Hôtel de ville de Guebwiller
L'hôtel de ville de Guebwiller est un monument historique situé à Guebwiller, dans le département français du Haut-Rhin.

## Localisation
Ce bâtiment est situé au 73, rue de la République à Guebwiller.

## Historique
L'édifice fait l'objet d'un classement au titre des monuments historiques depuis 1975.

## Architecture

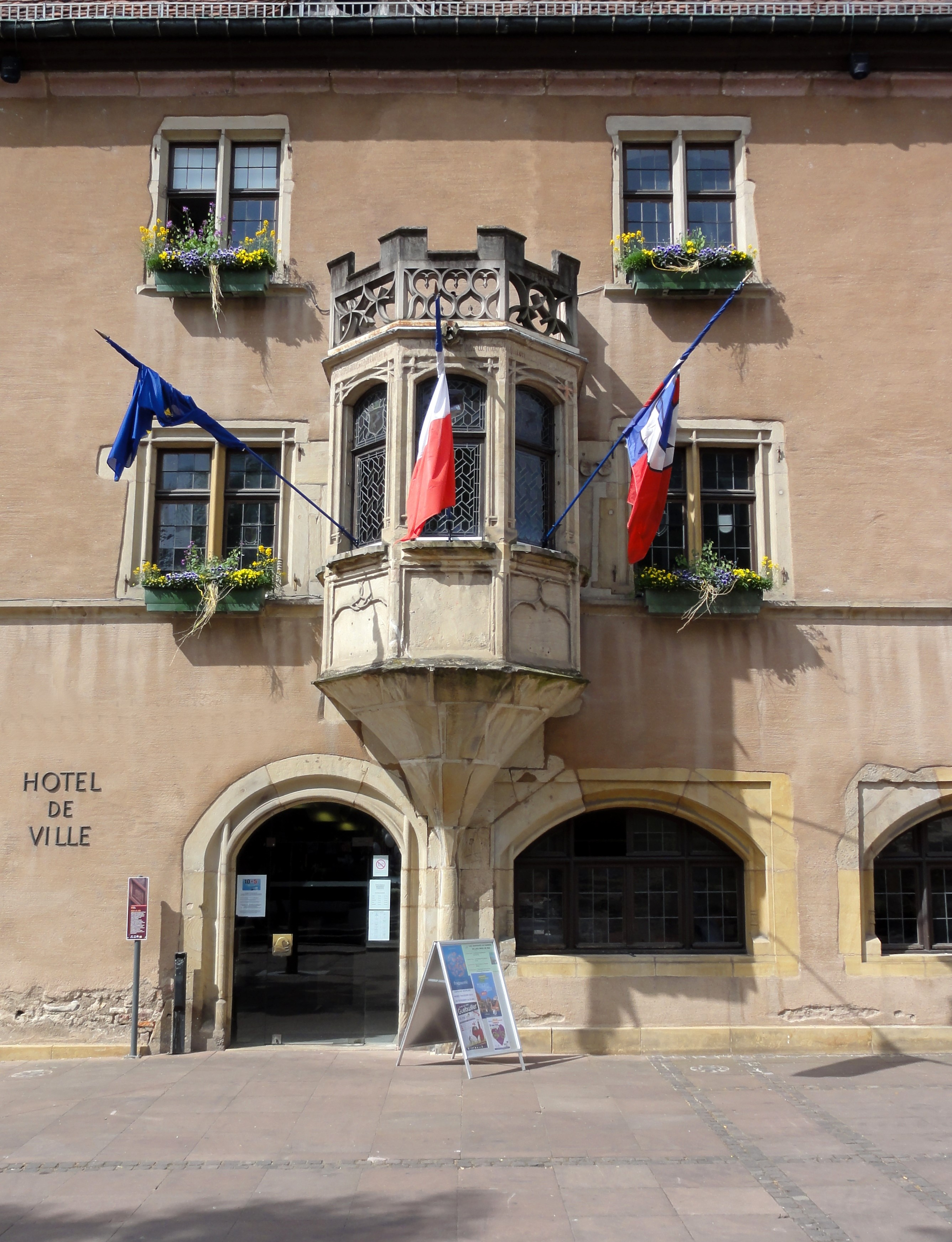
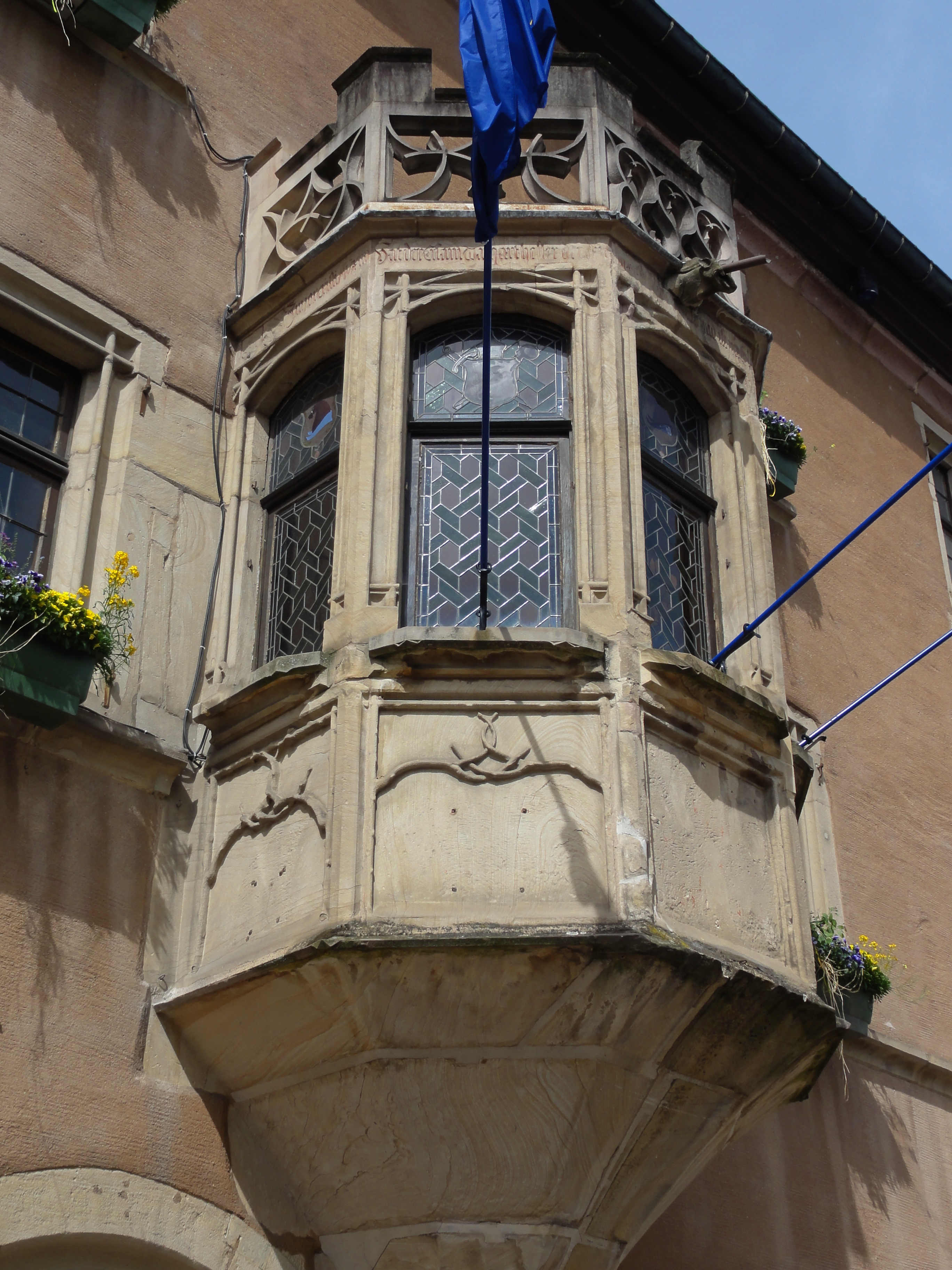
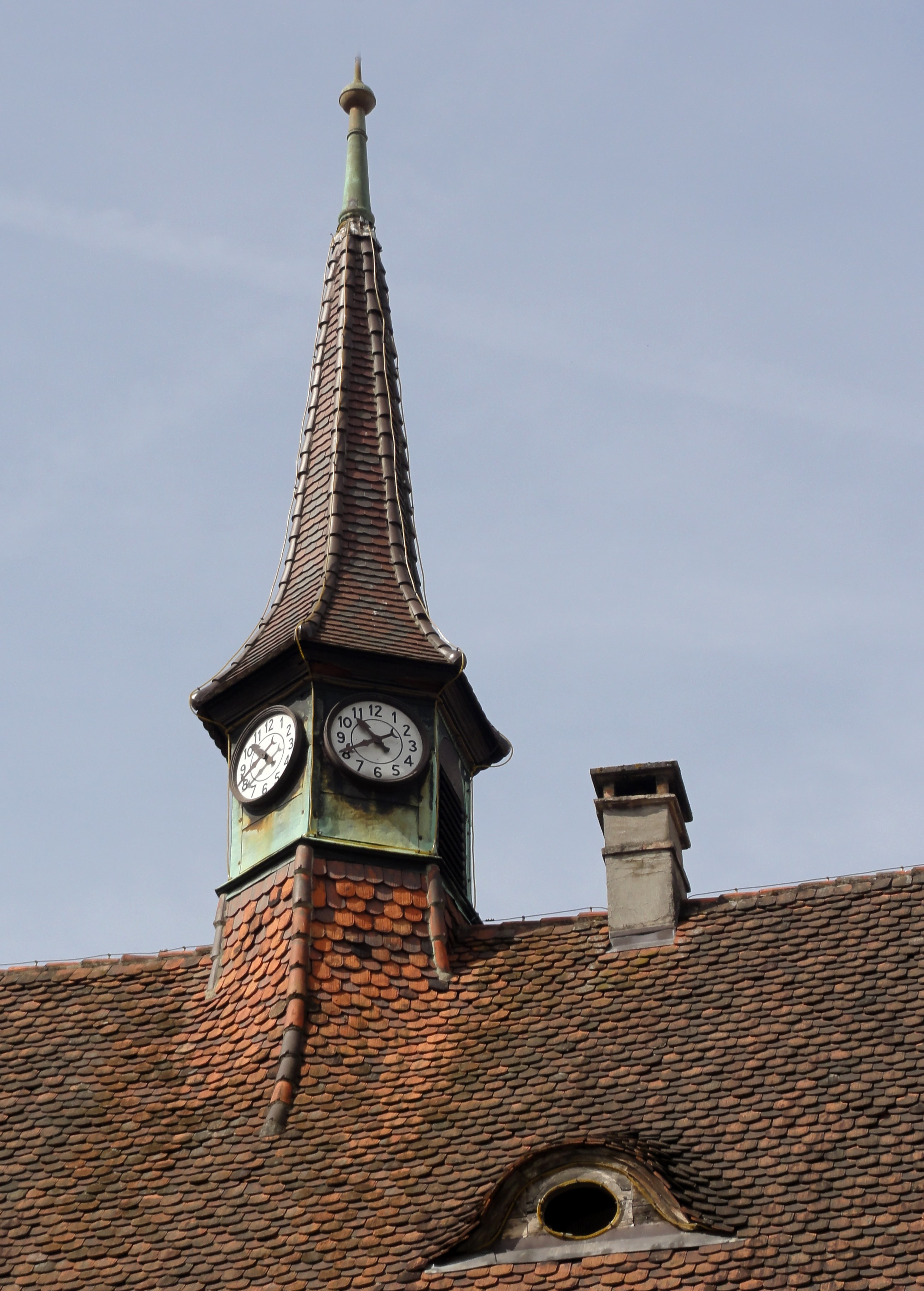
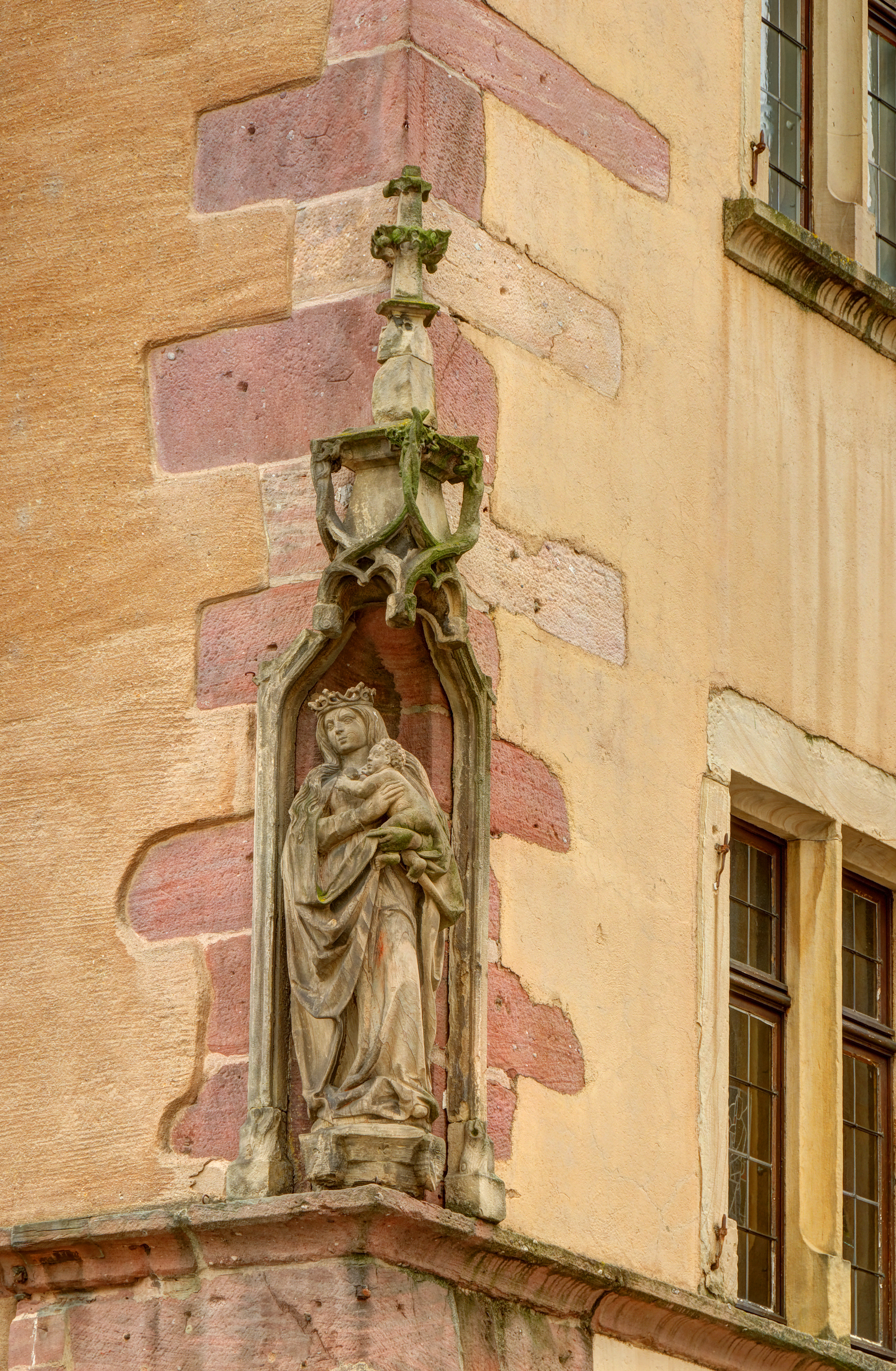
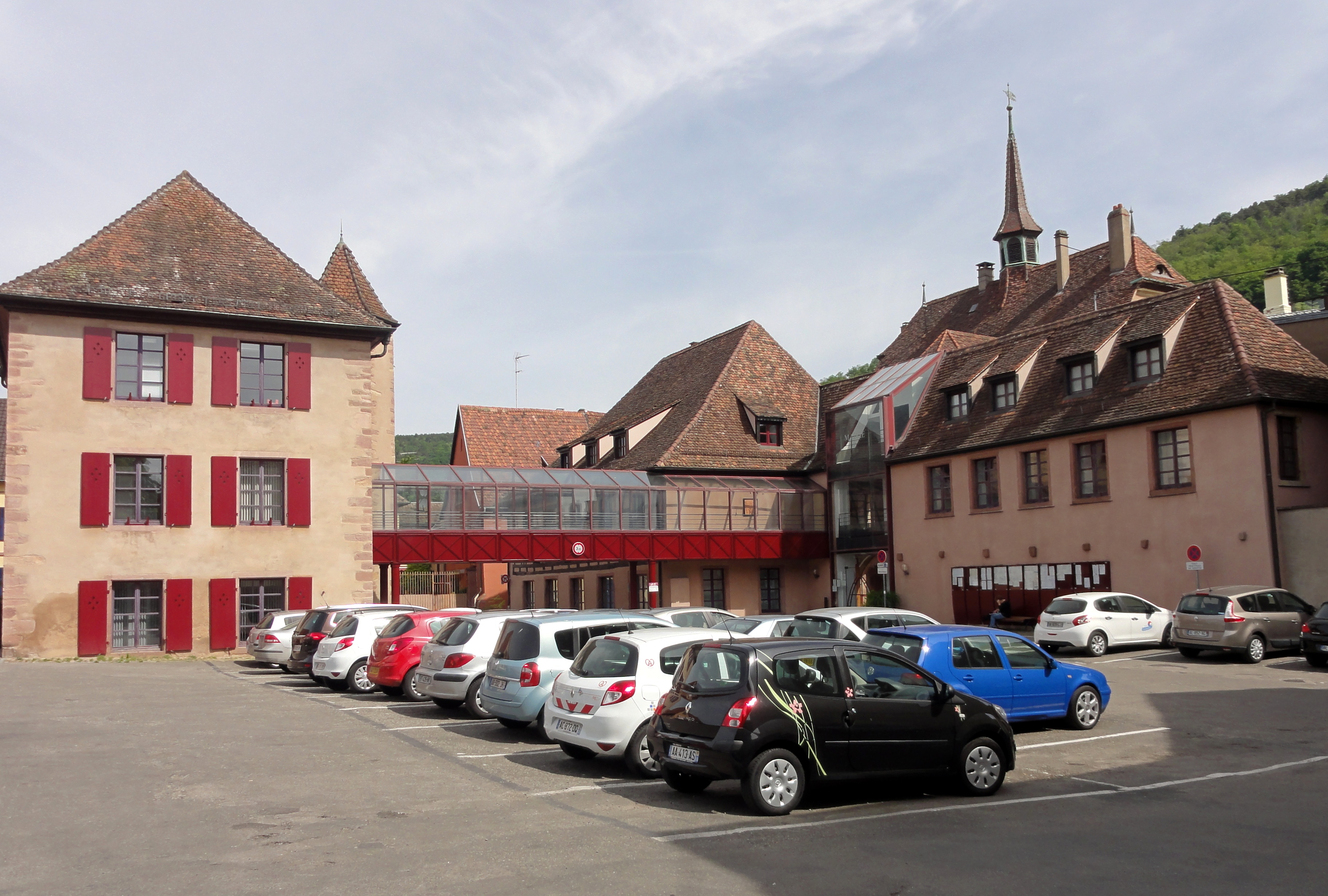